# José Caldini Crespo
José Antonio Caldini Crespo (Sorocaba, 5 de junho de 1955), ou simplesmente José Crespo, é um político brasileiro, filiado ao União Brasil (UNIÃO). 
Filho do ex-prefeito de Sorocaba José Crespo Gonzales, que administrou a cidade no período de 1969 a 1973, José Caldini Crespo foi vereador de sua cidade natal e deputado estadual em São Paulo. Crespo teve seu mandato de prefeito de Sorocaba cassado em 24 de agosto de 2017 e retomou o cargo em 5 de outubro de 2017, após Justiça suspender decreto da Câmara. No dia 2 de agosto de 2019, por 16 votos a favor e 4 votos contrários, a Câmara Municipal de Sorocaba cassou o seu mandato por supostas irregularidades na contratação de voluntários na prefeitura .

## Biografia
Seus avós foram imigrantes espanhóis e italianos que vieram ao Brasil no início do século 20. É filho de José Crespo Gonzáles.
Se candidatou a prefeito de Sorocaba pela primeira vez nas eleições em 1992, mas não se classificou para o segundo turno, onde Paulo Francisco Mendes foi eleito.
Nas Eleições de 1994 foi eleito deputado estadual com 30.346 votos, pelo Partido Progressista Reformador. Nas Eleições de 1996, concorreu ao cargo de prefeito de Sorocaba, ficando na primeira posição no primeiro turno, com 65.308 votos, disputando o segundo turno com Renato Amary, onde obteve 92.758 votos e não foi eleito. Candidatou-se a reeleição como deputado estadual em 1998, onde obteve 77.324 votos, sendo o nono deputado mais votado do estado. Em Sorocaba Crespo obteve 57.268 votos (27% dos votos válidos), sendo o deputado estadual mais votado da história da cidade até as Eleições de 2002, onde Hamilton Pereira obteve 69.903 votos na cidade (26,58% dos votos válidos).
Nas Eleições de 2000 Crespo novamente candidatou-se a prefeitura de Sorocaba, onde obteve 69.274 votos, tendo sido Renato Amary reeleito no primeiro turno. Nas Eleições de 2002 foi reeleito deputado estadual para o terceiro mandato consecutivo, com 67.027 votos.
Já nas Eleições de 2004, candidatou-se pela quarta vez ao cargo de prefeito de Sorocaba, onde obteve 77.327 votos (27% dos votos válidos) no primeiro turno. No segundo turno, com 100.098 votos (37% dos votos válidos) foi derrotado por Vitor Lippi. Já nas Eleições de 2006 Crespo tentou a reeleição para deputado estadual, obtendo 62.690 votos e ficando como suplente.
Em 2008 candidatou-se a vereador em Sorocaba, tendo sido eleito com 9.874 votos, recorde de votação na história da cidade. Nas Eleições de 2010 candidatou-se a deputado federal, ficando novamente como suplente com 28.907 votos. Em 2012 reelegeu-se vereador de Sorocaba com 6.913 votos, sendo o terceiro mais votado da cidade naquele ano.
Na Eleição municipal de Sorocaba em 2016, Crespo se candidatou à prefeito de Sorocaba pela quinta vez. Classificou-se em primeiro com 133.767 votos (45% dos votos válidos) para o segundo turno, concorrendo com Raul Marcelo, candidato pelo PSOL, que obteve 74.001 votos (25% dos votos válidos). No segundo turno, obteve 182.833 votos (58% dos votos válidos), contra 129.784 votos (41% dos votos válidos) de seu adversário. Sendo assim, tornou-se enfim o prefeito da cidade, porém teve seu mandato cassado em 24 de agosto de 2017. Retornou ao cargo de prefeito em 5 de outubro de 2017. No dia 2 de agosto de 2019, por 16 votos a favor e 4 votos contrários, a Câmara Municipal de Sorocaba cassou o seu mandato por supostas irregularidades na contratação de voluntários na prefeitura .

## Fatos polêmicos

### Eleições 2004
No dia 24 de outubro de 2004 policiais federais prenderam em flagrante o técnico em telefonia Marcos Fernando Magro, além de Marcelo Athié. Ambos foram acusados de grampear a linha telefônica do candidato Vitor Lippi (PSDB). Segundo a polícia Athié comprava as fitas que Magro gravava por R$ 200 e as revendia para o assessor político Marcelo Roberto Moreira, do candidato de José Caldini Crespo (PFL). Além deles, também foram detidos Moreira e João César Querino, que acompanhava o assessor no momento do flagrante. A polícia também apreendeu 6 fitas cassetes. No entanto a polícia federal não conseguiu provas suficientes que confirmassem o envolvimento de Crespo, que não teve responsabilidade com o acontecido.
A Polícia Civil investigou um suposto atentado contra um escritório político de Caldini Crespo ocorrido também em outubro de 2004. Ao menos seis tiros foram disparados contra o imóvel, localizado no Jardim Paulistano. Dois assessores de Crespo e um vigia estavam no local, mas ninguém se feriu.

### Discussões em redes sociais
O Plano Municipal de Educação de Sorocaba, que estabelece metas e estratégias para os próximos dez anos, foi aprovado pela Câmara Municipal de Sorocaba em junho de 2015. Um projeto substitutivo foi enviado na noite no último dia de discussão pela prefeitura, onde na Câmara Municipal de Sorocaba recebeu 19 emendas e tirou de votação propostas polêmicas, como o ensino religioso e a adoção da ideologia de gênero nas escolas e a construção de um terceiro banheiro sem gênero nas escolas da rede pública municipal. Após a votação do Plano Municipal de Educação (PME), José Crespo que é católico romano foi atacado nas redes sociais, onde em discussão com uma ativista gay afirmou “os GLBTTTT, como se auto-denominam, merecem ser respeitados e gozar de todos os direitos civis, mas são pessoas anormais (divergem dos padrões cristão de normalidade) e, num país cristão como o Brasil, não deve ditar as regras de comportamento social”. O fato foi amplamente noticiado e Crespo afirmou em entrevista "Muitos me apoiaram nas redes sociais e, como cristão, devo defender os meus valores."
Em 2016 Crespo reconheceu em encontro com representantes do movimento LGBT que o uso da palavra "anormal" foi equivocado, entretanto afirmou “No dicionário, anormal é aquilo que diverge do padrão. Foi isto que quis dizer. Mas a frase foi mal colocada. Hoje, eu não usaria essa palavra”, reafirmando sua formação cristã e assegurando aos representantes dos movimentos que não é homofóbico.

### Fura-fila da saúde
No dia 25 de novembro de 2013, a justiça acatou uma ação civil pública por improbidade administrativa contra José Crespo, outros 12 vereadores e o ex-prefeito Vitor Lippi. Todos passaram a ser réus no processo do promotor Orlando Bastos Filho, acusados de tráfico de influência em uma investigação que durou 20 meses, o caso ficou conhecido como fura fila.

### Promotor
Os vereadores Marinho Marte (PPS), Francisco França (PT), e José Crespo (DEM), protocolaram uma representação para investigar o promotor Orlando Bastos Filho no Conselho Nacional do Ministério Público. Posteriormente Crespo também solicitou a abertura de processo investigatório disciplinar contra Bastos Filho junto ao órgão presidido pelo procurador-geral da República, Rodrigo Janot. O promotor foi criticado publicamente por tratar de processos no twitter. Orlando Bastos Filho é notório na imprensa sorocabana por abrir investigações envolvendo políticos, como vereadores (Crespo, Raul Marcelo, Emílio Ruby, Hélio Godoy, José Francisco Martinez) e ex-prefeitos (Vitor Lippi e Renato Amary).

### Processo de Cassação
Em junho de 2017, a Vice-prefeita de Sorocaba teria recebido uma denúncia anônima de que a assessora do Prefeito, Tatiane Regina Polis não teria cursado o ensino fundamental, comprando o diploma em uma instituição do Rio de Janeiro. Após a suposta compra do diploma, Tatiane teria cursado supletivo e curso técnico. Uma primeira investigação da prefeitura teria sido arquivada pelo corregedor. Em 23 de junho, Crespo, Jaqueline, Tatiane Polis e Hudson Zuliani, secretário de Gabinete Central, participam de reunião no gabinete do Paço Municipal para discutir a denúncia do possível diploma falso usado pela então assessora. Durante o encontro, Crespo teria se exaltado com Jaqueline e Zuliani, tendo inclusive expulsado a Vice-Prefeita do Paço Municipal ordenando "vá se vice-prefeita em sua casa". Em 25 de junho o caso se tornou público após uma publicação em uma rede social pela mãe de Jaqueline.
Em 26 de junho, Jaqueline afirma em entrevista que Tatiane Polis teria estudado até a 6ª série e, portanto, não teria concluído o ensino fundamental e nem médio, com base em informações do sistema da Secretaria Estadual da Educação. No mesmo dia, Crespo divulgou uma nota à imprensa dizendo que se reconciliou com Jaqueline e Zuliani, o que posteriormente foi contestado por Jaqueline. Rebatendo a nota do prefeito, a vice afirmou que "não retirava nada do que tinha dito" sobre a confusão. Horas depois, os vereadores aprovam a abertura da Comissão Processante para apurar a postura do prefeito na polêmica. Pela primeira vez Crespo se pronuncia sobre a reunião, dizendo que tudo estava resolvido. Na sessão do dia 29 de junho a Câmara Municipal de Sorocaba aprova a criação da Comissão Parlamentar de Inquérito (CPI) para apurar a denúncia do uso de diploma falso por Tatiane Polis.
Em 4 de julho, Jaqueline Coutinho presta depoimento ao Ministério Público, ao promotor Orlando Bastos Filho, e reafirma as informações divulgadas à imprensa. No mesmo dia, a Polícia Civil abriu inquérito para apurar os supostos crimes de uso de documento falso e falsidade ideológica contra Tatiane Polis. Em 13 de julho Tatiane Polis é notificada a depor na CPI do Legislativo. No mesmo dia, a Vice-prefeita registra boletim de ocorrência por injúria contra Crespo, alegando que a decisão de levar o caso à polícia não é política. Em entrevista Crespo rebateu novamente as afirmações de Jaqueline Coutinho.
Em 15 de julho a Secretaria Estadual de Educação do Rio de Janeiro (RJ) informa à CPI que não reconhece o documento apresentado por Tatiane Polis como de conclusão do ensino médio. Em 17 de julho Crespo envia carta para a vice-prefeita determinando que esvazie o gabinete em 24 horas e se ausente do cargo. Diante do pedido, Jaqueline registra novo boletim de ocorrência por infração político-administrativa. Tatiane Polis pede exoneração do cargo e, em carta, diz que é vítima de perseguição desde o início da polêmica. Em 19 de julho a Polícia Civil indicia Tatiane Polis por uso de documento falso. Em 20 de julho, Gustavo Barata, corregedor-geral do município, presta depoimento na CPI e diz que arquivou investigação de diploma no mês de maio porque encontrou publicação sobre conclusão do ensino médio. Em 21 de julho CPI pede afastamento cautelar do prefeito Crespo para continuidade das investigações. Jaqueline recorre à Justiça para voltar a ocupar gabinete, mas tem pedido negado até que ela e Crespo fossem ouvidos.
No início de agosto, o Tribunal de Justiça de São Paulo acatou liminar de Jaqueline, autorizando a Vice-Prefeita a voltar ao gabinete na prefeitura. Ao voltar ao gabinete, Jaqueline encontra um assessor de Crespo no local. Segundo o funcionário, este seria seu novo local de trabalho, junto a Vice-Prefeita. Em 11 de agosto, a CPI entrega relatório e vereadores apontam indícios da existência de improbidade administrativa e crime comum na contratação da assessora Tatiane Polis. Em 15 de agosto, no desfile em comemoração ao aniversário da cidade, Crespo entrega flor para Jaqueline e diz que "foi um gesto de carinho". Após o desfile, Crespo marca reunião com a vice, mas depois cancela o encontro alegando que ela se atrasou.
Em 17 de agosto Jaqueline aciona a polícia e registra boletim de ocorrência por abuso de autoridade e desobediência ao não conseguir entrar em gabinete com integrantes do Sindicato dos Servidores Públicos Municipais. Em 21 de agosto a Comissão Processante conclui que houve quebra de decoro e prevaricação em confusão com a vice e pede cassação do mandato de Crespo. No dia seguinte, Crespo é notificado sobre o relatório final da comissão. Anselmo Neto e Marinho Marte, então secretários de Relações Institucionais e Recursos Humanos, respectivamente, foram exonerados para voltar ao cargo de Vereador na Câmara Municipal de Sorocaba e fortalecer a base de Crespo na votação do pedido de cassação.
Em 24 de agosto a Câmara de Sorocaba realiza sessão extraordinária inédita para votação do pedido de cassação de Crespo. Durante a sessão que durou por volta de 10 horas, o vereador Renan Santos (PC do B) pediu que o vereador Anselmo Neto (PSDB) – que era voto contra a cassação – fosse impedido de votar, já que ele era secretário do governo e acompanhou o depoimento de Crespo na Comissão Processante como procurador da prefeitura. O departamento jurídico da Câmara estudou a questão e, após um longo período de paralisação na sessão, concluiu que Anselmo devia, sim, ser impedido de votar. Com isso, foi chamado seu suplente, JP Miranda (PSDB), que já tinha declarado votar a favor da cassação.
Votaram pela cassação de Crespo os vereadores Antonio Carlos Silvano (PV), Fausto Peres (Podemos), Fernanda Garcia (PSOL), Francisco França (PT), Hudson Pessini (PMDB), Iara Bernardi (PT), João Donizeti Silvestre (PSDB), JP Miranda (PSDB), José Francisco Martinez (PSDB), Péricles Régis (PMDB), Renan Santos (PC do B), Rodrigo Manga (DEM), Wanderley Diogo (PRP) e Vitão do Cachorrão (PMDB).

### Volta à Prefeitura
O Tribunal de Justiça de São Paulo suspendeu o decreto da sessão extraordinária da Câmara dos Vereadores que cassou o mandato de José Crespo (DEM) como prefeito de Sorocaba (SP), no dia 24 de agosto. Com a liminar, Crespo volta a ser prefeito e Jaqueline Coutinho (PTB), vice. Ainda cabe recurso.
No dia 6 de outubro de 2017 reassumiu o cargo de prefeito de Sorocaba.

## Desempenho em eleições
| Ano  | Eleição               | Coligação                                                      | Partido | Candidato a       | Votos         | Votos em Sorocaba                                          | Resultado  |
| ---- | --------------------- | -------------------------------------------------------------- | ------- | ----------------- | ------------- | ---------------------------------------------------------- | ---------- |
| 1994 | Estadual de São Paulo | PPR                                                            | PPR     | Deputado Estadual | 30.346 (59º)  | 25.023 (1º)                                                | Eleito     |
| 1996 | Municipal de Sorocaba | PFL                                                            | PFL     | Prefeito          | —             | 65.302 (1º - primeiro turno) 92.758 (2º - segundo turno)   | Não Eleito |
| 1998 | Estadual de São Paulo | PSDB, DEM, PSD, PRB                                            | PFL     | Deputado Estadual | 77.324 (9º)   | 57.268 (1º)                                                | Eleito     |
| 2000 | Municipal de Sorocaba | PFL, PPB, PDT                                                  | PFL     | Prefeito          | —             | 69.274 (2º - turno único)                                  | Não Eleito |
| 2002 | Estadual de São Paulo | PFL, PSD, PSDB                                                 | PFL     | Deputado Estadual | 67.027 (59º)  | 43.509 (3º)                                                | Eleito     |
| 2004 | Municipal de Sorocaba | PMDB, PSC, PFL, PSDC, PRTB, PHS, PV, PRONA                     | PFL     | Prefeito          | —             | 77.327 (2º - primeiro turno) 100.998 (2º - segundo turno)  | Não Eleito |
| 2006 | Estadual de São Paulo | PFL, PSDB                                                      | PFL     | Deputado Estadual | 62.690 (79º)  | 41.932 (2º)                                                | Suplente   |
| 2008 | Municipal de Sorocaba | DEM, PTB                                                       | DEM     | Vereador          | —             | 9.874 (1º)                                                 | Eleito     |
| 2010 | Estadual de São Paulo | DEM, PSD, PSDB                                                 | DEM     | Deputado Federal  | 28.907 (149º) | 18.739 (5º)                                                | Suplente   |
| 2012 | Municipal de Sorocaba | DEM, PMDB, PSD                                                 | DEM     | Vereador          | —             | 6.913 (3º)                                                 | Eleito     |
| 2016 | Municipal de Sorocaba | DEM, PMDB, PTB, PDT, PTC, PSD, PMB, PTN, SDD, PP, PV, PSD, PSB | DEM     | Prefeito          | —             | 133.767 (1º - primeiro turno) 182.833 (1º - segundo turno) | Eleito     |
| 2020 | Municipal de Sorocaba | DEM                                                            | DEM     | Vereador          | —             | 517                                                        | Não Eleito |